# Palazzo Querini Dubois
Palazzo Querini Dubois, noto anche con il nome di palazzo Giustinian Querini, è un importante edificio veneziano collocato nel sestiere di San Polo la cui facciata principale insiste sul Canal Grande e la cui facciata secondaria insiste sul rio delle Erbe. Nella successione dei palazzi affacciati sul Canal Grande, è affiancato da Palazzo Bernardo e da Palazzo Grimani Marcello.

## Storia
Il nucleo originale dell'edificio fu eretto negli ultimi anni del Quattrocento per la famiglia Zane: era costituito da piano terra, piano nobile e due mezzanini. Nel 1560 fu completamente ristrutturato: in quest'occasione venne edificato il secondo piano nobile per farne una sontuosa dimora di rappresentanza. Il palazzo è di proprietà di Poste Italiane, che l'ha ristrutturato durante gli anni '80 del Novecento. Dopo aver ospitato la sede della Biennale, il palazzo appare sfitto dopo che se ne era ipotizzata la conversione alberghiera.

## Descrizione
La facciata principale costituisce un ottimo esempio di architettura rinascimentale veneziana, nonostante non presenti elementi monumentali; gli spigoli sono segnati da decorazioni in pietra d'Istria. Tipicamente tripartita, presenta al pianterreno un grande e severo portale ad acqua centrale affiancato da altre due entrate laterali. Sopra al mezzanino insistono due piani nobili, ai quali corrispondono due quadrifore, l'una in stile dorico e l'altra in stile ionico, numerose monofore e svariati balconi aggettanti. La facciata si conclude con un ammezzato sottotetto. È stata ipotizzata la presenza di una decorazione ad affresco.
La facciata secondaria, dall'aspetto molto semplice, è interessante per la presenza di un portale ad acqua archiacuto. Gli interni mostrano importanti decorazioni quali stucchi e affreschi parietali. È presente una corte interna dalla caratteristica forma allungata, che collega le due facciate: su di essa si affacciano delle trifore rinascimentali.